# Schachowskoya
Schachowskoya là một chi bướm đêm thuộc họ Noctuidae.